# HMS Culloden (1776)
Pour les autres navires du même nom, voir HMS Culloden.
Le HMS Culloden est un navire de ligne de classe Culloden avec 74 canons (3e rang) en service dans la Royal Navy.
Premier navire de la classe qui porte son nom, il est nommé d'après bataille de Culloden.
Il a combattu lors de la guerre d'indépendance des États-Unis et plus précisément à la première bataille du cap Saint-Vincent.
Échoué à cause du mauvais temps le 23 janvier 1781 à ce qui deviendra Culloden Point (en), il est par la suite sabordé pour éviter sa capture.
Depuis 1979, le site de l'épave est inscrit au Registre national des lieux historiques.

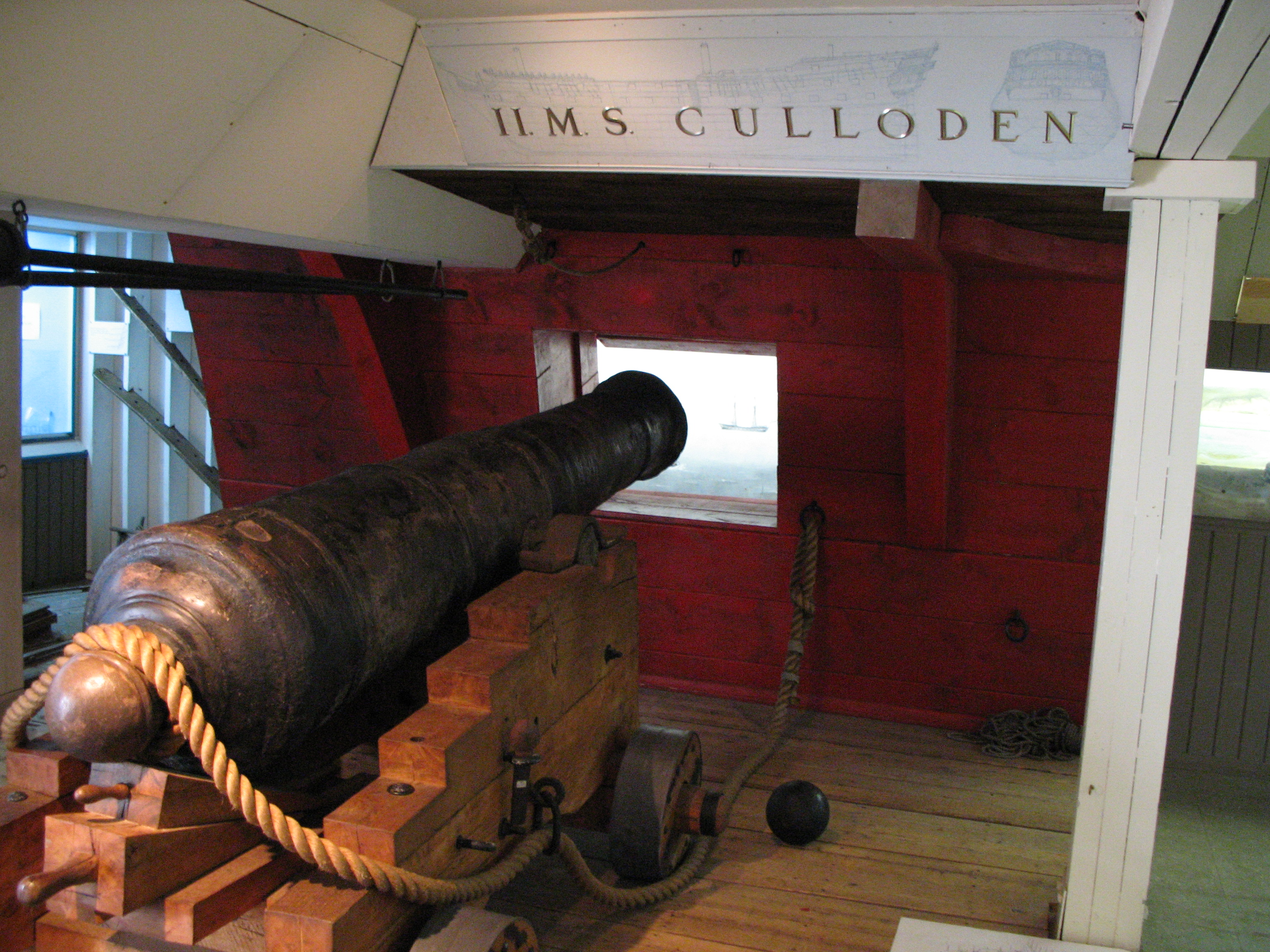
Canon du Culloden au East Hampton Marine Museum d'Amagansett.